# 沧浪街道 (汉寿县)
沧浪街道是中华人民共和国湖南省常德市汉寿县下辖的一个街道办事处。

## 行政区划
沧浪街道下辖以下村级行政区划单位：
玉花桥村、赤岗村、老观树村、岭湖村、夹堤村、安乐村、麻园坝村、回回村、八角楼村、西湖村、辰护垸村、陈家塔村、大西湖村、红旗生活区和赵家湖生活区。